# 지방도 제328호선
지방도 제328호선은 강원도 원주시 문막읍에 있던 경기도의 지방도이다.
경기도 관리 구간은 2005년 지방도 지정이 해제되어 존재하지 않으며, 강원도 관리 구간만 남아있다가 2008년에 지방도 제349호선과 통합되어 폐지되었다.

## 연혁
- 2005년 3월 28일 : 기존 지방도 제328호선인 '강촌 ~ 단월선'을 폐지(강원도 구간 제외)[1]
- 2008년 1월 11일 : 강원도 구간인 '문곡 ~ 단월선' 구간이 지방도 제349호선에 편입[2]

## 노선
이 도로는 강원도 원주시 문막읍 반계리 구간에만 남아 있었으며 지방도 제349호선과 직결되었다.